# Conteúdo livre

Logotipo de Obras Culturais Livres.

Conteúdo livre ou informação livre é qualquer tipo de trabalho funcional, obras de arte, ou outro conteúdo criativo que satisfaça a definição de um trabalho cultural livre. A obra cultural livre é aquele que não tem significativa restrição legal sobre a liberdade do povo:
- para utilizar o conteúdo e beneficiar para usá-lo,
- para estudar o conteúdo e aplicar o que se aprende,
- para fazer e distribuir cópias do conteúdo,
- para mudar, e melhorar o conteúdo, e distribuir estes trabalhos derivados.[2][3]

Embora haja um grande número de definições diferentes de uso diário regular, conteúdo livre é juridicamente muito semelhantes, se não gosta de um gêmeo idêntico para conteúdo aberto. Uma analogia é o uso dos termos rivais de software livre e de código aberto, que descrevem as diferenças ideológicas, em vez das legais.
Conteúdo livre engloba todas as obras no domínio público e também os direitos de autor de obras cujas licenças honram e defendem as liberdades mencionados acima. Como a lei de direitos autorais na maioria dos países por padrão concedem aos detentores dos direitos autorais; controle monopolista sobre suas criações, o conteúdo de direitos autorais deve ser explicitamente declarados livres, geralmente pela referência ou inclusão de declarações de licenciamento dentro do trabalho.
Apesar de ser um trabalho que está em domínio público porque os respectivos direitos de autor expiraram é considerada livre, ele pode tornar-se não livre, novamente, caso ocorra mudanças na lei de direitos autorais.

## Questões jurídicas

### Copyright tradicional

Símbolo de direitos autorais

O direito autoral é um conceito jurídico, o que dá ao autor ou criador de um controle legal de trabalho sobre a duplicação e execução pública de seu trabalho. Em muitas jurisdições, esta é limitada por um período de tempo após o qual as obras, em seguida, entram em domínio público. Durante o período de tempo de copyright da obra do autor só podem ser copiados, modificados ou executada publicamente com o consentimento do autor, a menos que o uso é um uso justo. Controle tradicional copyright limita o uso da obra do autor para quem quer pagar royalties ao autor para utilização do conteúdo autores, ou limitar a sua utilização para uso justo. Em segundo lugar, limita a utilização de conteúdos cujo autor não pode ser encontrado.  Por fim, cria uma barreira percebida entre autores, limitando obras derivadas, tais como mashups e conteúdo colaborativo.

### Domínio público

símbolo domínio público

O domínio público é uma gama de trabalhos criativos cujos direitos autorais expiraram, ou nunca foi estabelecido; bem como ideias e fatos  que são inelegível de direito autoral. A obra de domínio público é uma obra cujo autor tem ou renunciou ao público, ou já não pode reivindicar o controle sobre a distribuição e uso do trabalho. Como tal, qualquer pessoa pode manipular, distribuir ou utilizar de outra forma do trabalho, sem ramificações legais. Uma obra em domínio público ou liberado sob uma licença permissiva pode ser referido como "copycenter".

### Copyleft

símbolo copyleft

Copyleft é uma brincadeira com a palavra copyright e descreve a prática de usar leis de direitos autorais para remover restrições à distribuição de cópias e versões modificadas de uma obra.  O objetivo do copyleft é usar a estrutura legal dos direitos de autor para permitir que as partes não autoras sejam capaz de reutilizar em muitos regimes de licenciamento, modificar o conteúdo que é criado por um autor. Ao contrário de obras em domínio público, o autor ainda mantém direitos autorais sobre o material, no entanto, o autor concedeu uma licença não-exclusiva para qualquer pessoa distribuir, modificar e muitas vezes o trabalho. Licenças copyleft exigem que quaisquer obras derivadas seja distribuída sob os mesmos termos, e que os avisos de direitos autorais originais ser mantido. Um símbolo comumente associado com copyleft é uma inversão do símbolo de copyright, de frente para o outro lado; a abertura dos pontos C a esquerda em vez da direita. Ao contrário do símbolo de copyright, o símbolo copyleft não tem um significado codificado.

### Copyfree

símbolo copyfree

Copyfree é um tipo de licença permissiva. O termo é uma brincadeira com a palavra copyleft, bem como a palavra de direitos de autor, descrevendo uma prática que contrasta ambos do uso da lei de copyright para remover restrições a cópias distribuídas e versões modificadas de um trabalho imposta por ambos licenciamentos de copyleft e do próprio autor. Onde licenciamento copyleft geralmente requer que todas as obras derivadas ser distribuído nos termos da mesma licença, licenciar copyfree geralmente requer apenas que o trabalho original e modificações diretas dele continuar a ser distribuído nos termos da mesma licença. O Copyfree Initiative mantém a Definição Copyfree Padrão, que estabelece uma especificação para qualificar uma licença para a certificação Copyfree Initiative de uma licença copyfree.
Um símbolo geralmente associado com a política copyfree é uma modificação do símbolo de copyright, substituindo o C com um F capital para produzir o logotipo copyfree.

## Uso
Projetos que oferecem conteúdo livre existem em várias áreas de interesse, tais como software, literatura acadêmica, literatura em geral, música, imagens, vídeo e engenharia.
A tecnologia tem reduzido o custo de publicação e reduziu a barreira de entrada forma suficiente para permitir a produção de materiais amplamente divulgados por indivíduos ou pequenos grupos. Projetos para fornecer literatura livre e conteúdos multimédia tornaram-se cada vez mais importantes devido à facilidade de disseminação de materiais que está associado com o desenvolvimento da tecnologia informática. Essa divulgação pode ter sido muito cara antes destes desenvolvimentos tecnológicos.

### Mídia
Nos meios de comunicação, que inclui textual, áudio e conteúdo visual, sistemas livres de licenciamento, como algumas das licenças feitas pela Creative Commons, têm permitido a divulgação de obras no âmbito de um conjunto claro de permissões legais. Nem todas as licenças Creative Commons são totalmente livres: suas permissões podem variar de muito liberal na redistribuição geral e modificar o trabalho a um licenciamento somente na redistribuição mais restritiva. Desde fevereiro de 2008, as licenças Creative Commons, que são inteiramente livres levam um crachá indicando que estão "aprovado para trabalhos culturais livres". Repositórios existem que exclusivamente apresentam material livre de fornecer conteúdo, tais como fotografias, clipart, música, e literatura.
Enquanto grande reutilização de conteúdo livre de um site em outro site é legal, não é geralmente sensível por causa do problema de conteúdo duplicado.

### Software

O logotipo da Open Source Initiative, uma organização dedicada a promover o software de código aberto

O logotipo da Free Software Foundation, a organização fundadora os princípios do software livre.

O software livre, que é muitas vezes também software de código aberto, é um amadurecimento tecnológico com grandes empresas que utilizam software livre para prestar serviços e tecnologia para usuários finais e consumidores técnicos. A facilidade de difusão permitiu uma maior modularidade, o que permite pequenos grupos possam contribuir com projetos, bem como simplificando a colaboração.
Modelos de desenvolvimento de código aberto foram classificados como tendo um incentivo de pares de reconhecimento e de prestações colaborativas similares que são tipificados por mais campos clássicos, como a investigação científica, com as estruturas sociais que resultam desse modelo de incentivo a diminuir o custo de produção.
Dado o interesse suficiente em um componente de software, usando métodos de distribuição peer-to-peer, os custos de distribuição de software pode ser reduzido, retirando o peso da manutenção da infra-estrutura dos desenvolvedores. Como os recursos de distribuição são simultaneamente fornecida pelos consumidores, estes modelos de distribuição de software podem se adaptar, isto é, o método é viável, independentemente do número de consumidores. Em alguns casos, os fornecedores de software livres podem usar a tecnologia peer-to-peer como um método de difusão.
Em geral, hospedagem projeto e distribuição de código não é um problema para a maioria dos projetos livres como um número de prestadores oferecer-lhes esses serviços gratuitamente.

### Engenharia e Tecnologia
Princípios de conteúdo livre foram traduzidos em campos como engenharia, onde os projetos e conhecimentos de engenharia pode ser facilmente compartilhado e duplicado, a fim de reduzir as despesas gerais associadas com o desenvolvimento do projeto. Princípios de design aberto podem ser aplicados em aplicações de engenharia e tecnológicas, com projetos em telefonia móvel, produção em pequena escala,  a indústria automotiva, e até áreas agrícolas.
Tecnologias como a manufatura distribuída pode permitir manufatura auxiliada por computador e técnicas desenho assistido por computador para ser capaz de desenvolver a produção em pequena escala de componentes para o desenvolvimento de novos, ou reparação de dispositivos existentes. Tecnologias de fabricação rápidas apoiam estes desenvolvimentos, que permitem que os usuários finais de tecnologia possam ser capazes de construir dispositivos a partir de esquemas preexistentes, utilizando hardware manufaturado e software para converter as informações em objetos físicos.

### Academia

O logotipo acesso livre, originalmente concebido pela Public Library of Science

Em um trabalho acadêmico, a maioria dos trabalhos não são livres, embora o percentual de obras que estão sobre acesso aberto está crescendo rapidamente. Os autores podem ver a publicação de acesso aberto como forma de ampliar o público que é capaz de acessar o seu trabalho para permitir maior impacto da publicação, ou podem apoiá-lo por razões ideológicas. editores de acesso aberto, tais como o Public Library of Science e Biomed Central fornecem capacidade para avaliação e publicação de obras livres; embora tais publicações são atualmente mais comum em ciência do que humanas. Algumas universidades, como o Instituto de Tecnologia de Massachusetts (MIT), aprovaram a publicação de acesso aberto por padrão através da introdução de mandatos. Em revistas tradicionais, alternativas, tais como publicações gratuitas atrasadas ou carregamento de pesquisas para a publicação de acesso aberto são usadas ocasionalmente.. Algumas agências de financiamento, como Institutos Nacionais da Saúde, exigem trabalho acadêmico a ser publicado no domínio público como requisito de subvenção. O conteúdo aberto publicado tem sido visto como um método de redução de custos associado com a recuperação de informação em pesquisa, como universidades normalmente pagam para se inscrever para o acesso ao conteúdo que é publicado pelos meios tradicionais melhorando simultaneamente a qualidade revista, desencorajando a submissão de artigos de qualidade reduzida de pesquisa.
As subscrições de revistas de conteúdo não livres podem ser caras para as universidades para comprarem, embora os artigos são escritos e revisada por pares por acadêmicos, sem nenhum custo para a editora. Isto levou a disputas entre editores e algumas universidades mais custos de subscrição, como ocorreu entre a Universidade da Califórnia e da Nature Publishing Group.
Para fins de ensino, algumas universidades, incluindo MIT, fornecer conteúdo do curso livremente disponíveis, tais como notas de aula, recursos de vídeo e tutoriais. Este conteúdo é distribuído através de recursos da internet para o público em geral. Publicação de tais recursos podem ser tanto por um programa formal de toda a instituição, ou alternativamente via conteúdo informal fornecida por acadêmicos individuais ou departamentos.

### Governança
Obras do governo dos Estados Unidos não são elegíveis para direitos de autor. Isso permitiu que a sua utilização do domínio público, e levou a lucrar no setor privado, por exemplo, Garmin que é baseado no GPS gratuito da Nasa (existem outros, mas só recentemente, como o russo totalmente funcional GLONASS), e  dados do mapa USGS.
A ascensão ao longo da última década do internet tornou mais viável para distribuir documentação inacessíveis de governos diretamente aos cidadãos de qualquer lugar a um custo mínimo. Isso permite que informações sobre legislação, local e governo do estado possam ser analisados pelos constituintes de um governo. Embora anteriormente informação tem sido na forma de comunicados de imprensa para relações públicas afins, documentação que possa ser de utilidade para os cidadãos e as empresas, em algumas jurisdições, foram mandatados para ser lançado por padrão. Isto está em contraste com as leis tais como a legislação sobre liberdade de informação, ou seu equivalente local, o que pode tornar a documentação disponível apenas mediante pedido, ao invés de mandato de  publicação explícito. De acordo com o Jornal da Administração Pública, tal postura tem sido citado como uma ajuda para a redução da complexidade associada com os processos de governo, bem como auxiliando a redução da corrupção.

## Wikipédia e conteúdo livre
A Wikipédia está entre as bases de dados mais conhecidas de usuários que enviam conteúdo livre na web.
Embora a definição estrita requer conteúdo livre para ter qualquer restrição de direitos autorais em qualquer lugar, as políticas de conteúdo da Wikipédia, necessariamente, tem uma abordagem de senso comum para evitar o ônus de considerar a situação dos direitos autorais de um item em todos os mais 190 estados no planeta.
Enquanto a grande maioria dos conteúdos na Wikipédia é de conteúdo livre, algum material de copyright está hospedado sob critérios justos de uso e em poucos casos o conteúdo é permitido que as leis de direitos autorais do país de origem são fora de sintonia com a maioria dos países.

## Leitura complementar
- D. Atkins, J. S. Brown, A. L. Hammond (fevereiro de 2007). A Review of the Open Educational Resources (OER) Movement: Achievements, Challenges, and New Opportunities. (PDF). [S.l.]: Report to The William and Flora Hewlett Foundation
- OECD – Organisation for Economic Co-operation and Development: Giving Knowledge for free – The Emergence of Open Educational Resources. 2007, ISBN 92-64-03174-X.